# Mitterberg-Sankt Martin
Mitterberg-Sankt Martin osztrák község Stájerország Liezeni járásában. 2017 januárjában 1924 lakosa volt.

## Elhelyezkedése

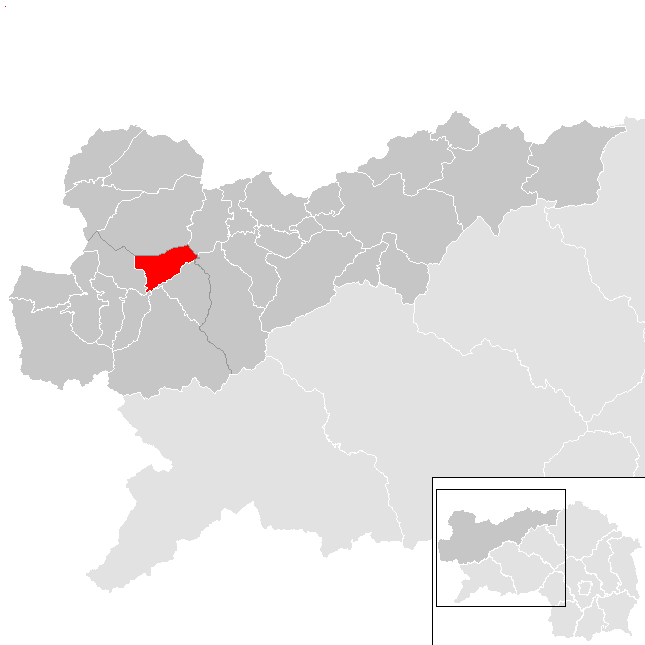
Mitterberg-Sankt Martin a Liezeni járásban

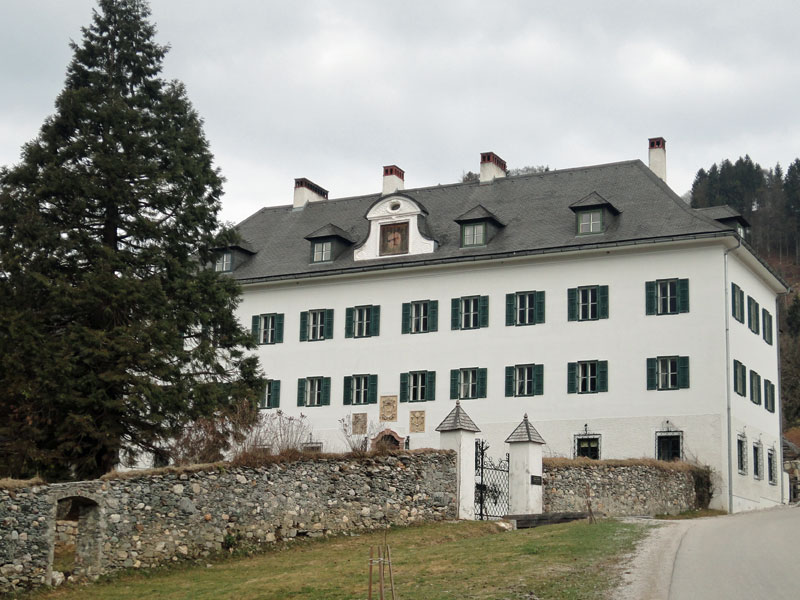
A Gstatt-kastély

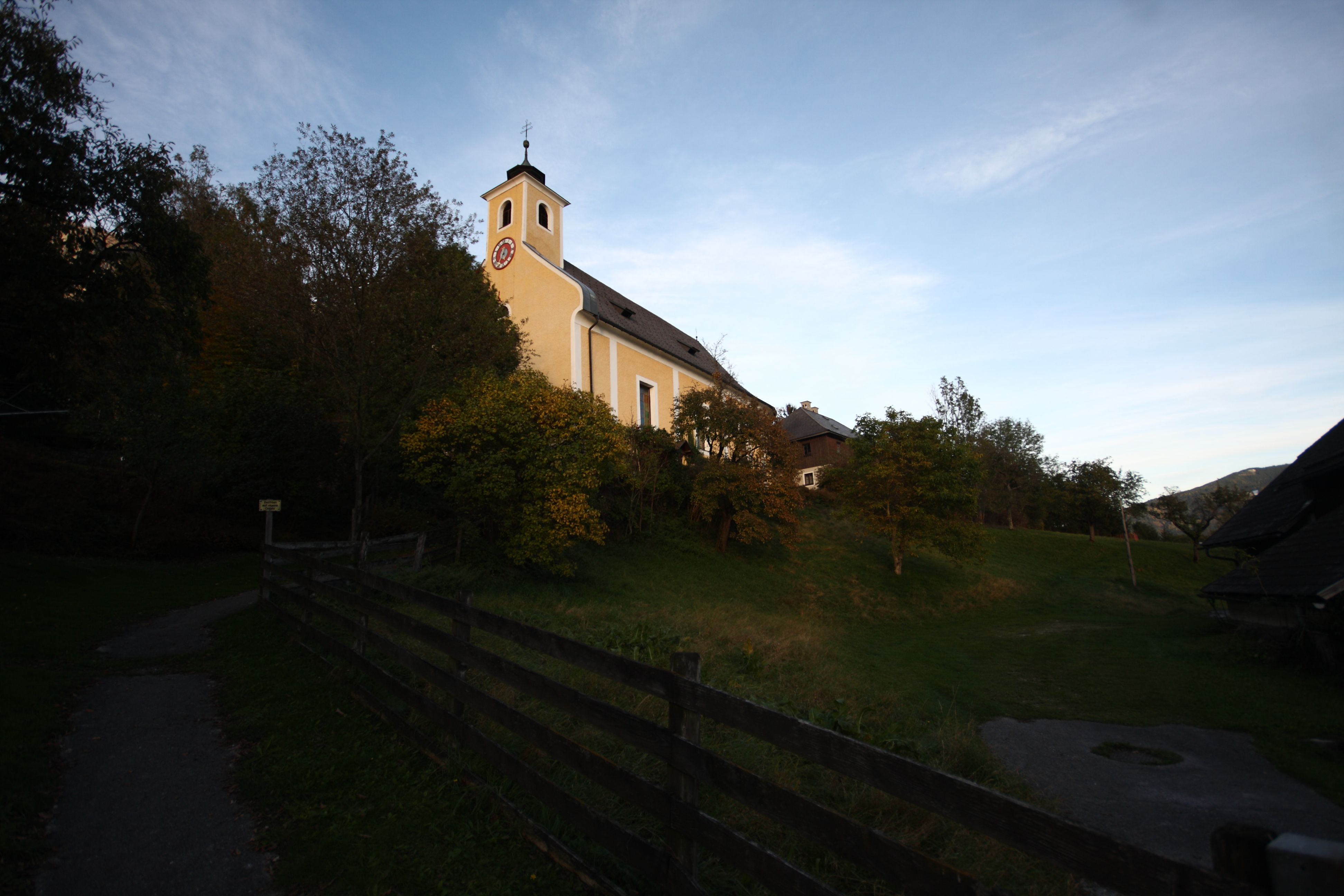
A Szt. Márton-templom

Mitterberg-Sankt Martin Felső-Stájerország északnyugati részén fekszik, az Enns folyó bal partján. Északról a Dachstein-hegység határolja. A déli határát alkotó Ennsen kívül legfontosabb folyóvize a Salzabach, amely szűk szurdokban tör át a Dachsteinen és egy 8 megawattos vízierőmű gátjával elzárva hosszan elnyúló víztározót alkot. A község a Gröbmingi kirendeltség (járás alatti közigazgatási egység; az utolsó ilyen Ausztriában) része. Az önkormányzat 4 katasztrális községben (Diemlern, Lengdorf, Mitterberg, St. Martin) 6 települést egyesít: Diemlern (119 lakos), Gersdorf (149), Mitterberg (855), Oberlengdorf (127), Salza (153), Sankt Martin am Grimming (211), Strimitzen (46), Tipschern (173), Unterlengdorf (91). 
A környező önkormányzatok: északra Bad Mitterndorf, keletre Stainach-Pürgg, délkeletre Irdning-Donnersbachtal, délre Öblarn, délnyugatra Sölk, nyugatra Gröbming.

## Története
Az önkormányzat a 2015-ös stájerországi közigazgatási reform során jött létre az addig önálló Mitterberg és Sankt Martin am Grimming egyesítésével.
Mitterberg első említése 1074-ből származik, amikor felsorolják az akkor alapított admonti kolostor birtokai között. Gstatt várát 1394-ben építették és innen felügyelték az apátság Liezen és Schladming közötti birtokait. Az uradalmi rendszert az 1848-as forradalom után felszámolták és községi tanácsok alakultak. Gstatt kastélyát 1892-ben Charles François Bardeau trentinói hajógyáros vásárolta meg, akit Ferenc József később grófi rangra emelt. Tőle az 1929-es gazdasági válság után vásárolta meg Hieronymus Colloredo-Mannsfeld gróf. Az ő fiát, III. Joseph von Mansfeld herceget a nácik bebörtönözték, a háború után pedig Csehszlovákia elkobozta ottani tulajdonait. Kanadába vándorolt ki és csak 1975-ben tért vissza a gsatti kastélyba.  

## Lakosság
A Mitterberg-Sankt Martin-i önkormányzat terület 2017 januárjában 1924 fő élt. A lakosságszám 1961 óta gyarapodott, 2011 körül stabilizálódni látszik. 2015-ben a helybeliek 94,6%-a volt osztrák állampolgár; a külföldiek közül 1,8% a régi (2004 előtti), 2,7% az új EU-tagállamokból érkezett. 2001-ben Mitterbergben a lakosok 76,3%-a (St. Martinban 85,8%) római katolikusnak, 19% (11%) evangélikusnak, 3,9% (1,1%) pedig felekezet nélkülinek vallotta magát. Ugyanekkor egy magyar élt Mitterbergben.

## Látnivalók
- a Gstatt-kastély a Colloredo-Mannsfeld család magántulajdonában van
- St. Martin Szt. Márton-plébániatemploma
- Mitterberg kápolnája

## Fordítás
- Ez a szócikk részben vagy egészben  a   Mitterberg-Sankt Martin című német Wikipédia-szócikk ezen változatának fordításán alapul.  Az eredeti cikk szerkesztőit annak laptörténete sorolja fel. Ez a jelzés csupán a megfogalmazás eredetét és a szerzői jogokat jelzi, nem szolgál a cikkben szereplő információk forrásmegjelöléseként.